# Salem (Connecticut)
Salem és una població dels Estats Units a l'estat de Connecticut. Segons el cens del 2005 tenia 4.094 habitants.

## Demografia
Segons el cens del 2000, Salem tenia 3.858 habitants, 1.358 habitatges, i 1.075 famílies. La densitat de població era de 51,5 habitants/km².
Dels 1.358 habitatges en un 43,5% hi vivien nens de menys de 18 anys, en un 68,9% hi vivien parelles casades, en un 6,8% dones solteres, i en un 20,8% no eren unitats familiars. En el 15,6% dels habitatges hi vivien persones soles el 4,2% de les quals corresponia a persones de 65 anys o més que vivien soles. El nombre mitjà de persones vivint en cada habitatge era de 2,84 i el nombre mitjà de persones que vivien en cada família era de 3,2.
Per edats la població es repartia de la següent manera: un 29,4% tenia menys de 18 anys, un 5,3% entre 18 i 24, un 32,8% entre 25 i 44, un 25,9% de 45 a 60 i un 6,6% 65 anys o més.
L'edat mediana era de 37 anys. Per cada 100 dones de 18 o més anys hi havia 99,4 homes.
La renda mediana per habitatge era de 68.750 $ i la renda mediana per família de 75.747 $. Els homes tenien una renda mediana de 48.173 $ mentre que les dones 36.364 $. La renda per capita de la població era de 27.288 $. Aproximadament el 0,6% de les famílies i l'1% de la població estaven per davall del llindar de pobresa.